# Bóng đá tại Đại hội Thể thao Đông Nam Á 2005
Môn bóng đá tại Đại hội Thể thao Đông Nam Á 2005 bao gồm bóng đá nam và bóng đá nữ. Nội dung bóng đá nam diễn ra từ ngày 20 tháng 11 đến ngày 4 tháng 12 năm 2005 và nội dung bóng đá nữ diễn ra từ ngày 23 tháng 11 đến 3 tháng 12 năm 2005. Các trận đấu được tổ chức tại hai thành phố Bacolod và Marikina của Philippines. Độ tuổi tham dự giải đấu là U-23 đối với nam, và không giới hạn độ tuổi đối với nữ.

## Lịch thi đấu
Dưới đây là lịch thi đấu cho môn bóng đá.
| G | Vòng bảng | ½ | Bán kết | B | Tranh huy chương đồng | F | Chung kết |

| Nội dung | CN 20 | T2 21 | T3 22 | T4 23 | T5 24 | T6 25 | T7 26 | CN 27 | T2 28 | T3 29 | T4 30 | T5 1 | T6 2 | T7 3 | CN 4 | CN 4 |
| -------- | ----- | ----- | ----- | ----- | ----- | ----- | ----- | ----- | ----- | ----- | ----- | ---- | ---- | ---- | ---- | ---- |
| Nam      | G     | G     | G     | G     | G     | G     | G     | G     | G     | G     |       |      | ½    |      | B    | F    |
| Nữ       |       |       | G     |       | G     |       | G     |       | G     |       | G     |      |      | F    |      |      |

## Địa điểm
Tổng cộng ba địa điểm đã được sử dụng cho giải đấu. Sân vận động Paglaum và sân vận động Panaad tại Bacolod là nơi tổ chức các trận đấu của giải nam, trong khi các trận đấu của giải nữ chỉ diễn ra tại sân vận động Marikina ở Marikina.
| Bacolod              | Bacolod             | Marikina              | BacolodMarikinaBóng đá tại Đại hội Thể thao Đông Nam Á 2005 (Philippines) |
| -------------------- | ------------------- | --------------------- | ------------------------------------------------------------------------- |
| Sân vận động Paglaum | Sân vận động Panaad | Sân vận động Marikina | BacolodMarikinaBóng đá tại Đại hội Thể thao Đông Nam Á 2005 (Philippines) |
| Sức chứa: 7.200      | Sức chứa: 10.500    | Sức chứa: 12.000      | BacolodMarikinaBóng đá tại Đại hội Thể thao Đông Nam Á 2005 (Philippines) |
|                      |                     |                       | BacolodMarikinaBóng đá tại Đại hội Thể thao Đông Nam Á 2005 (Philippines) |

## Các quốc gia tham dự
| Quốc gia               | Nam | Nữ  |
| ---------------------- | --- | --- |
| Brunei                 | No  | No  |
| Campuchia              | Yes | No  |
| Indonesia              | Yes | Yes |
| Lào                    | Yes | No  |
| Malaysia               | Yes | No  |
| Myanmar                | Yes | Yes |
| Philippines            | Yes | Yes |
| Singapore              | Yes | No  |
| Thái Lan               | Yes | Yes |
| Đông Timor             | No  | No  |
| Việt Nam               | Yes | Yes |
| Tổng cộng: 11 quốc gia | 9   | 5   |

## Giải đấu nam

### Vòng bảng
Chín đội tuyển được chia thành hai bảng thi đấu vòng tròn một lượt. Mỗi bảng chọn hai đội đứng đầu vào bán kết.

#### Bảng A
| VT | Đội             | ST | T | H | B | BT | BB | HS | Đ | Giành quyền tham dự     |
| -- | --------------- | -- | - | - | - | -- | -- | -- | - | ----------------------- |
| 1  | Thái Lan        | 3  | 3 | 0 | 0 | 4  | 1  | +3 | 9 | Vòng đấu loại trực tiếp |
| 2  | Malaysia        | 3  | 2 | 0 | 1 | 10 | 4  | +6 | 6 | Vòng đấu loại trực tiếp |
| 3  | Philippines (H) | 3  | 1 | 0 | 2 | 6  | 7  | −1 | 3 |                         |
| 4  | Campuchia       | 3  | 0 | 0 | 3 | 2  | 10 | −8 | 0 |                         |

#### Bảng B
| VT | Đội       | ST | T | H | B | BT | BB | HS  | Đ | Giành quyền tham dự     |
| -- | --------- | -- | - | - | - | -- | -- | --- | - | ----------------------- |
| 1  | Việt Nam  | 4  | 3 | 0 | 1 | 11 | 4  | +7  | 9 | Vòng đấu loại trực tiếp |
| 2  | Indonesia | 4  | 2 | 2 | 0 | 5  | 0  | +5  | 8 | Vòng đấu loại trực tiếp |
| 3  | Singapore | 4  | 2 | 1 | 1 | 3  | 2  | +1  | 7 |                         |
| 4  | Lào       | 4  | 1 | 0 | 3 | 5  | 15 | −10 | 3 |                         |
| 5  | Myanmar   | 4  | 0 | 1 | 3 | 2  | 5  | −3  | 1 |                         |

### Vòng đấu loại trực tiếp
|  | Bán kết              | Bán kết  |                            |   | Trận tranh huy chương vàng | Trận tranh huy chương vàng |
|  |                      |          |                            |   |                            |                            |
|  | 2 tháng 12 – Bacolod |          |                            |   |                            |                            |
|  |                      |          |                            |   |                            |                            |
|  | Thái Lan             | 3        |                            |   |                            |                            |
|  | Thái Lan             | 3        | 4 tháng 12 – Bacolod       |   |                            |                            |
|  | Indonesia            | 1        |                            |   |                            |                            |
|  | Indonesia            | 1        | Thái Lan                   | 3 |                            |                            |
|  | 2 tháng 12 – Bacolod |          | Thái Lan                   | 3 |                            |                            |
|  |                      | Việt Nam | 0                          |   |                            |                            |
|  | Việt Nam             | Việt Nam | 0                          | 2 |                            |                            |
|  | Việt Nam             |          |                            | 2 |                            |                            |
|  | Malaysia             | 1        |                            |   |                            |                            |
|  | Malaysia             | 1        | Trận tranh huy chương đồng |   |                            |                            |
|  |                      |          |                            |   |                            |                            |
|  | 4 tháng 12 – Bacolod |          |                            |   |                            |                            |
|  |                      |          |                            |   |                            |                            |
|  | Malaysia             | 1        |                            |   |                            |                            |
|  | Malaysia             | 1        |                            |   |                            |                            |
|  | Indonesia            | 0        |                            |   |                            |                            |

### Huy chương vàng
| Bóng đá nam Đại hội Thể thao Đông Nam Á 2005 |
| -------------------------------------------- |
| · Thái Lan · Lần thứ 12                      |

## Giải đấu nữ

### Vòng bảng
Năm đội tuyển thi đấu vòng tròn một lượt tính điểm, hai đội đứng đầu giành quyền thi đấu trận chung kết. Đội xếp thứ ba được trao huy chương đồng sau khi vòng bảng kết thúc.
| VT | Đội             | ST | T | H | B | BT | BB | HS  | Đ  | Giành quyền tham dự        |
| -- | --------------- | -- | - | - | - | -- | -- | --- | -- | -------------------------- |
| 1  | Myanmar         | 4  | 4 | 0 | 0 | 11 | 2  | +9  | 12 | Trận tranh huy chương vàng |
| 2  | Việt Nam        | 4  | 3 | 0 | 1 | 14 | 2  | +12 | 9  | Trận tranh huy chương vàng |
| 3  | Thái Lan        | 4  | 2 | 0 | 2 | 4  | 4  | 0   | 6  |                            |
| 4  | Philippines (H) | 4  | 1 | 0 | 3 | 4  | 9  | −5  | 3  |                            |
| 5  | Indonesia       | 4  | 0 | 0 | 4 | 1  | 17 | −16 | 0  |                            |

### Tranh huy chương vàng
| Đội 1   | Tỉ số | Đội 2    |
| ------- | ----- | -------- |
| Myanmar | 0–1   | Việt Nam |

### Huy chương vàng
| Bóng đá nữ Đại hội Thể thao Đông Nam Á 2005 |
| ------------------------------------------- |
| · Việt Nam · Lần thứ 3                      |

## Tóm tắt huy chương

### Bảng huy chương
| Hạng               | Đoàn               | Vàng | Bạc | Đồng | Tổng số |
| ------------------ | ------------------ | ---- | --- | ---- | ------- |
| 1                  | Việt Nam (VIE)     | 1    | 1   | 0    | 2       |
| 2                  | Thái Lan (THA)     | 1    | 0   | 1    | 2       |
| 3                  | Myanmar (MYA)      | 0    | 1   | 0    | 1       |
| 4                  | Malaysia (MAS)     | 0    | 0   | 1    | 1       |
| Tổng số (4 đơn vị) | Tổng số (4 đơn vị) | 2    | 2   | 2    | 6       |

### Danh sách huy chương
| Nội dung | Vàng | Bạc | Đồng           |
| -------- | --- | --- | -------------- |
| Nam      | Thái Lan (THA) · Kosin Hatairattanakul · Narit Taweekul · Kiatprawut Saiwaeo · Nattaporn Phanrit · Tada Keelalay · Prat Samakrat · Suree Sukha · Noppol Pitafai · Kraikiat Beadtaku · Jakkrit Boonkum · Pichitpong Chuechiew · Sakda Joemdee · Datsakorn Thonglao · Suchao Nuchnum · Suchon Sa-nguandee · Yuttajak Kornchan · Chakrit Buathong · Ekaphan Inthasen · Teeratep Winothai · Preecha Chaokla | Việt Nam (VIE) · Bùi Quang Huy · Trần Đức Cường · Nguyễn Ngọc Tú · Trần Hải Lâm · Nguyễn Hoàng Thương · Lê Bật Hiếu · Nguyễn Minh Đức · Lê Văn Trương · Lê Tấn Tài · Nguyễn Vũ Phong · Lê Quốc Vượng · Châu Lê Phước Vĩnh · Phan Văn Tài Em · Nguyễn Quý Sửu · Huỳnh Quốc Anh · Nguyễn Văn Biển · Lê Công Vinh · Phan Thanh Bình · Phạm Văn Quyến · Nguyễn Anh Đức | Malaysia (MAS) |
| Nữ       | Việt Nam (VIE) · Đặng Thị Kiều Trinh · Lê Thị Tuyết Mai · Dương Khánh Ly · Bùi Thị Tuyết · Vũ Thị Tân · Nguyễn Thị Ngọc Anh · Trần Thị Bích Hạnh · Đào Thuý Miện · Trần Thị Kim Hồng · Quách Thanh Mai · Văn Thị Thanh · Nguyễn Thị Mai Lan · Nguyễn Thị Minh Nguyệt · Nguyễn Thị Hương · Đoàn Thị Kim Chi · Nguyễn Thị Lý · Đỗ Hồng Tiến · Bùi Thị Tuyết Mai · Lê Thị Oanh · Lê Thị Hồng Nga           | Myanmar (MYA) · May Khin Ya Min · Nwe Nwe Toe · San San Thein · San San Maw · Moe Moe War · San San Hyu · Thet Thet Win · Than Than Htwe · Zin Mar Wann · San Yu Naing · Thu Zar Htwe · Aye Nandar Hlaing · Mar Lar Win · [[ ]] · [[ ]] · [[ ]] · [[ ]] · [[ ]] · [[ ]] · [[ ]]                                                                                    | Thái Lan (THA) |